# Elements del període 2
Un element del període 2 és un dels elements químics de la segona filera (o període) de la taula periòdica dels elements. La taula periòdica actual està composta de files en funció de tendències recurrents (periòdiques) en el comportament químic dels elements a mesura que augmenta el nombre atòmic: es comença una filera nova quan el comportament químic torna a repetir-se, el que significa que els elements de comportament similar es troben a les mateixes columnes verticals. El segon període conté més elements que els Elements del període 1, amb vuit elements: Liti, Beril·li, Bor, Carboni, Nitrogen, Oxigen, Fluor i Neó.

## Estructura
Un element del període 2 és un dels elements químics de la segona fila (o període) de la taula periòdica dels elements químics. En la descripció mecànica quàntica de l'estructura atòmica, aquest període correspon a l'ompliment dels orbitals 2s i 2p. Els elements del període 2 compleixen la regla de la cua de cavall. El nombre màxim de cations que aquests elements poden acomodar és de deu: dos a l'orbital 1s, dos a l'orbital 2s i sis als orbitals 2p.

## Elements
Aquests són:
| Grup     | 1    | 2    | 3 | 4 | 5 | 6 | 7 | 8 | 9 | 10 | 11 | 12 | 13  | 14  | 15  | 16  | 17  | 18    |
| # Nom    | 3 Li | 4 Be |   |   |   |   |   |   |   |    |    |    | 5 B | 6 C | 7 N | 8 O | 9 F | 10 Ne |
| e--conf. |      |      |   |   |   |   |   |   |   |    |    |    |     |     |     |     |     |       |

| Metalls alcalins | Alcalinoterris | Lantanoides | Actinoides | Metalls de transició |
| Altres metalls   | Metal·loides   | No metalls  | Halògens   | Gasos nobles         |

### Liti

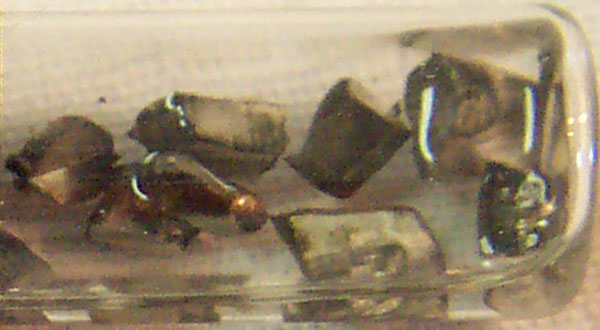
El liti pren el seu nom del grec λίθoς -ου, "pedra". El nom de l'element prové del fet de ser descobert en un mineral, mentre que la resta dels metalls alcalins van ser descoberts en teixits de plantes.

El liti (Li) és el metall més lleuger i l'element sòlid menys dens. En el seu estat no ionitzat, és un dels elements més reactius i, per tant, només es troba de manera natural en els compostos. És l'element primordial més pesat forjat en grans quantitats durant el big-bang.
El liti és un element químic número atòmic 3. En condicions normals de pressió i temperatura, és un metall tou, de color blanc plata, que s'oxida ràpidament en aire o aigua. Amb una densitat de 0.564 g·cm−3 (gairebé la meitat de l'aigua), és l'element sòlid més lleuger i més brillant. La forma natural més comuna del liti és el liti-7, amb símbol 7Li, ja que abasta prop del 92.5% del liti total,
El liti és el 33è element més abundant a la Terra. Amb aproximadament entre 20 o 70 parts per milió (ppm). Però a causa de la seva alta reactivitat és rar trobar-lo en compostos naturals. La font més abundant de liti que conté compostos són pegmatites granítiques, amb espodumena i petalita sent la font minetal més comercialment-viable per a l'element.
Les sals de liti, a l'indústria farmacològica, particularment el carbonat de liti (Li2CO3) i el citrat de liti, s'empren en el tractament de la mania i la depressió bipolar, encara que darrerament, se n'ha estès l'ús a la depressió unipolar. És un estabilitzador de l'estat d'ànim. Es pensa que els seus efectes es basen en els seus efectes agonistes sobre la funció serotoninèrgica.

### Beril·li

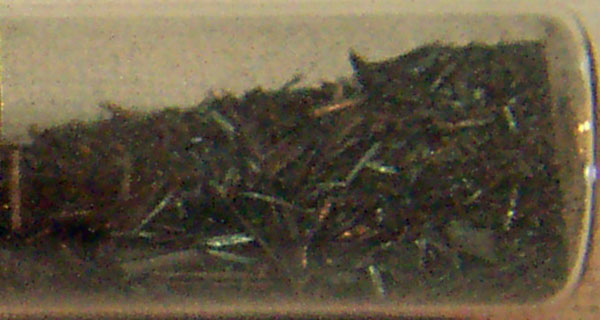
Captura del Berli en el seu estat pur, és a dir, quan les seves condicions de pressió i temperatura són normals.

El Beril·li (Be) és un element químic amb número atòmic 4. És un element alcalinoterri bivalent, tòxic, de color gris, dur, lleuger i trencadís. S'empra principalment com a enduridor a aliatges, especialment de coure. Posseeix una densitat de 1.85 g·cm−3. L'isòtop més comú del Beril·li és el Be-9, que conté quatre protons i cinc neutrons. El Be-10 es produeix en l'atmosfera terrestre en bombardejar la radiació còsmica l'oxigen i nitrogen. Atès que el beril·li tendeix a existir en dissolució aquosa amb nivells de pH menors de 5.5, aquest beril·li atmosfèric format és arrossegat per l'aigua de pluja (el pH sol ser inferior a 5.5); una vegada a la terra, la solució es torna alcalina precipitant el beril·li que queda emmagatzemat al sòl durant molt de temps (període de semidesintegració d'1,5 milions de anys) fins a la seva transmutació en B-10. El Be-10 i els seus productes fill s'han emprat per a l'estudi dels processos d'erosió, formació a partir de regòlit i desenvolupament de sòls laterítics, així com les variacions a l'activitat solar i l'edat de masses gelades. El fet que el Be-7 i el Be-8 siguin inestables té profundes conseqüències cosmològiques, ja que això significa que elements més pesats que el beril·li no van poder produir-se per fusió nuclear al Big Bang. Més encara, els nivells energètics nuclears del Be-8 són tals que possibiliten la formació de carboni i amb això la vida (vegeu procés triple alfa).
El beril·li té un dels punts de fusió més alts entre els metalls lleugers. El seu mòdul d'elasticitat és aproximadament un 33% més gran que el de l'acer. Té una conductivitat tèrmica excel·lent, és no magnètic i resisteix l'atac amb àcid nítric. És molt permeable als raigs X i, igual que el radi i el poloni, allibera neutrons quan és bombardejat amb partícules alfa (de l'ordre de 30 neutrons per milió de partícules alfa). A condicions normals de pressió i temperatura el beril·li resisteix l'oxidació de l'aire, encara que la propietat de ratllar al vidre es deu probablement a la formació d'una prima capa d'òxid.
El beril·li es troba en 30 minerals diferents, sent els més importants beril i bertrandita, principals fonts del beril comercial, crisoberil i fenaquita. Actualment la majoria del metall s'obté mitjançant reducció de fluorur de beril·li amb magnesi. Les formes precioses del beril·li són l'aiguamarina i l'esmeralda. Les reserves mundials s'estima que superen les 8.000 tones.
El beril·li té diferents usos com per exemple, en el diagnòstic amb raigs X s'usen primes làmines de beril·li per filtrar la radiació visible, així com en la litografia de raigs X per a la reproducció de circuits integrats. Aquest també serveix com un moderador de neutrons a reactors nuclears. Per la seva rigidesa, lleugeresa i estabilitat dimensional, s'empra en la construcció de diversos dispositius com giroscopis, equip informàtic, molls de rellotgeria i instrumental divers. Un compost del beril·li, l'òxid de beril·li s'empra quan són necessàries elevada conductivitat tèrmica i propietats mecàniques, punt de fusió elevat i aïllament elèctric.
El beril·li està classificat per l'Agència Internacional de Recerca sobre el Càncer com a cancerigen del grup 1. Entre l'1% i el 15% de les persones són sensibles al beril·li i poden desenvolupar una reacció inflamatòria al sistema respiratori i a la pell, anomenada malaltia crònica del beril·li.
Altres elements són
- El bor (B) no es presenta de forma natural com a element lliure, sinó en compostos com els borats. És un micronutrient vegetal essencial, necessari per a la resistència i desenvolupament de la paret cel·lular, la divisió cel·lular, el desenvolupament de llavors i fruits, el transport de sucre i el desenvolupament hormonal,[21][22] encara que els nivells elevats són tòxics.
- El carboni (C) és el quart element més abundant de l'univers per massa després de l'hidrogen, l'heli i l'oxigen[23] i és el segon element més abundant del cos humà per massa després de l'oxigen,[24] el tercer més abundant per nombre d'àtoms.[25] Hi ha un nombre gairebé infinit de compostos que contenen carboni a causa de la seva capacitat per formar llargues cadenes estables d'enllaços C-C.[26][27] Tots els compostos orgànics, essencials per a la vida, contenen almenys un àtom de carboni;[26][27] combinat amb hidrogen, oxigen, nitrogen, sofre i fòsfor, el carboni és la base de tots els compostos biològics importants.[27]
- El nitrogen (N) es troba principalment com a gas diatòmic inert, N ₂, que representa el 78% de l'atmosfera terrestre en volum. És un component essencial de les proteïnes i, per tant, de la vida.
- L'oxigen (O) que comprèn el 21% de l'atmosfera per volum i és necessari per a la respiració per tots (o gairebé tots) els animals, a més de ser el component principal de l'aigua. L'oxigen és el tercer element més abundant a l'univers i els compostos d'oxigen dominen l'escorça terrestre.
- El fluor (F) és l'element més reactiu en el seu estat no ionitzat i, per tant, maig no es troba així a la natura
- El neó (Ne) és un gas noble que s'utilitza en la il·luminació de neons.